# Tierra desconocida
The Land Unknown (en español: Tierra desconocida) es una película de ciencia ficción estadounidense de 1957 sobre una expedición naval atrapada en una jungla antártica. La historia al parecer estuvo inspirada por el descubrimiento de agua inusualmente cálida en la Antártida en 1947. Protagonizada por Jock Mahoney y Shirley Patterson, fue dirigida por Virgil W. Vogel. Es notable por sus efectos especiales de bajo presupuesto, que incluyen hombres en trajes de dinosaurio, marionetas y lagartos monitores a los que se hace pasar por dinosaurios. El actor William Reynolds recordaría que el estudio gastó tanto dinero en su dinosaurio mecánico que luego no pudieron permitirse hacer la película en color como habían planeado inicialmente.

## Sinopsis
Un pequeño equipo dirigido por el comandante Harold Roberts y la reportera Maggie Hathaway se encuentra en una expedición a la Antártida para la Armada de los Estados Unidos. Durante un vuelo en helicóptero, se les llama desde su barco por radio debido a una tormenta inesperada que se acerca. Al principio intentan volar alrededor de la tormenta, pero debido a la falta de combustible acaban volando hacia ella y casi chocan con un pterosaurio del tamaño de un hombre. El rotor del helicóptero se rompe y no puede permanecer en el aire, por lo que comienzan a descender y se sorprenden cuando terminan aterrizando muy por debajo del nivel del mar en un cálido cráter volcánico. Dentro de él descubren una humeante jungla tropical en la que hay dinosaurios vivos, plantas carnívoras gigantes y huellas de pisadas humanas recientes. Allí tendrán que hacer frente a muchos peligros en su lucha por la supervivencia.

## Reparto
- Jock Mahoney como Harold 'Hal' Roberts.
- Shirley Patterson como Margaret 'Maggie' Hathaway.
- William Reynolds como Jack Carmen.
- Henry Brandon como Carl Hunter.
- Douglas Kennedy como el capitán Burnham.
- Phil Harvey como Steve Miller.
- Tim Smyth como el Tiranosaurio Rex.